# ناثان نجار
ناثان نجار (Nathan Najar) هو حاخام ولد في قسنطينة بالجزائر في القرن الخامس عشر، ابن ميمون نجار، ومعاصر لسليمان بن سايمون دوران. وكان الأخير قد وجه له رسالة، عُثر عليها، مع رد من نجار، في الجريدة الإسرائيلية "Akobeẓ Wikkuḥim"، وأعيد طباعتها، مع تصحيحات وفهرس للمقاطع، في كيريم حيميد (Kerem Ḥemed) المجلد 9، الصفحة  110 وما يليها.